# ホール素子
ホール素子（ホールそし、英: Hall sensor）は、ホール効果を利用して磁界を検出する電子/電気回路の素子である。ホールセンサとも。オペアンプ等を内蔵したパッケージはホールICとも呼ばれる。

## 概要
ホール素子とは、半導体を利用した磁気センサのうち代表的なもので、ホール効果により周囲の磁場に対応する電気信号を出力する素子である。原始的なホール素子の実際の出力は微小であり、実用のためにはオペアンプ等の増幅器を要する。ホール素子とオペアンプを同梱したものをホールICと呼ぶ。
出力信号が磁場の強弱に応じて変化するリニア出力タイプ、磁場の有無に対応するHighーLowを出力するスイッチタイプ、磁場の印加によってHigiーLowが切り替わり保持されるラッチタイプに大別される。実際に製品を扱う領域では「ホール効果ラッチ（ホールラッチ）」、「ホール効果スイッチ（ホールスイッチ）」といった呼ばれ方もされる。※ ここで便宜上 High-Low とした。後述のオープンコレクタ/オープンドレインの出力は単純なHigh-Lowではない。
ホールICの出力は、オープンコレクタ/オープンドレインの場合がある。

## 用途
- 磁気センサ
  - 磁場の検出
  - 磁場/磁束密度の測定
  - 架線電流計（クランプ型電流計）での電流測定
- 非接触の位置検出
  - 磁気エンコーダ
  - 携帯電話やパソコンの開閉の検出。従来の機械式スイッチに比べ、損耗がなく小型化が可能
  - ジョイスティックでの検出
  - ブラシレスモータの回転子位置検出
  - 自動車エンジンでの点火時期把握
  - アンチロックブレーキでの車輪回転数検出

## ホールICの種類
ホールICはホール素子と増幅器を同梱した製品である。
磁束密度に比例した電圧を出力するリニア出力タイプと、HighかLowの2値を出力するスイッチング出力タイプに分類できる。
リニアタイプはさらにアナログタイプとデジタルタイプに分けられる。
スイッチング出力タイプはさらにラッチとスイッチに分けられる

### スイッチングタイプの検知方式
スイッチング出力のホールIC には，いくつかの動作様式がある。
- (a) Bi-Polar Latch(交番検知，交番動作)，
- (b) Uni-Polar Switch(単極検知，一方向動作，片極検出)，
- (c) Omni-Polar Switch(両極検知)
- (d) ZCL®(Zero Crossing Latch)検知

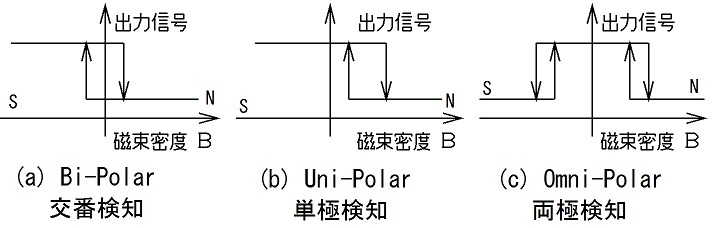
ホールセンサの種類と特性

- 交番検知(バイポーラ)は，磁極の極性(NS)の反転を検知し、出力も反転する。磁石が離れた後も，最後に接近していた磁極の極性の検出が保持される。ラッチ動作とも呼ばれる。ブラシレスモータの極検知にはこのタイプの素子が使われることが多い。
- 単極検知(ユニポーラ)は，N極あるいはS極のいずれか一方の磁極についてのみ、その接近を検出する。
- 両極検知(オムニポーラ)は，NS 磁極の両方について，接近を検出する。
- 両極の切り替わりを検知する形態は ZCL®(Zero Crossing Latch)検知などと呼ばれる[1]。